# Breško polje
Breško polje (nemško Friesacher Feld) je območje v okraju Šentvid ob Glini na avstrijskem Koroškem.
Dolga nižina, po kateri teče Motnica, se razprostira v dolžini dobrih 10 km, od izhoda iz Gornji Motniške dolinel pri Sv.Odrešeniku na severozahodu do sotočja Motnice in Krke na jugovzhodu. S severa, na državni meji pri Dürnsteinu na Štajerskem, Olša vstopi na Breško polje, teče več kilometrov skoraj vzporedno z Motnico na območju Brež in se vanj izlije jugovzhodno od Brež, pri Grafendorfu. Občinski prestolnici Breže in Mihelova vas se nahajata na Breškem polju. Motnica in Olša vstopita obe na Breško polje na nadmorski višini okoli 660 m. Izliv Motnice v Krko je na nadmorski višini okoli 600 m. Hribovja in gorovja, ki obdajajo Breško polje, so Motniške gore na severozahodu, gorovje Guttaringer na severovzhodu in pogorje Mödringberg na jugozahodu.
Čez Breško polje so potekale zgodovinsko pomembne prometne poti iz Podonavja k Jadranu. Danes skozi to pokrajino potekata Breška cesta in Rudolfova železnica. V kraju tudi leži letališče Breže/Hirt.